# Kenocymbium deelemanae
Kenocymbium deelemanae är en spindelart som beskrevs av Alfred Frank Millidge och Anthony Russell-Smith 1992. Kenocymbium deelemanae ingår i släktet Kenocymbium och familjen täckvävarspindlar. Inga underarter finns listade i Catalogue of Life.